# Pygopristis
Pygopristis is een monotypisch geslacht van straalvinnige vissen uit de familie van de echte piranha's (Serrasalmidae).

## Soort
- Pygopristis denticulata (Cuvier, 1819)